# RNA-11
Na biologia molecular, o RNA-11, também conhecido como A-RNA ou então scaRNA11 ou ACA57,, é um RNA nucleolar pequeno que pode ser encontrado em corpos enrolados (tradução livre para Cajal Bodies ou Coiled Bodies). Essa molécula possui 11 pares de base por volta da hélice, um passo de 30,9 Å e seus pares de bases possui uma inclinação de 16,7° em relação ao eixo da hélice.
Sua função é ser responsável por guiar a modificação dos RNAs spliceossomais U1, U2, U4, U5 e U12 que são transcritos pela RNA polimerase II.
Sua conformação possui algumas semelhanças ao A-DNA devido a incapacidade do RNA dupla-hélice de assumir uma conformação igual ao do B-DNA, ocasionada por conflitos estéricos de seus grupos 2’-OH.
Uma dupla hélice híbrida, composta por uma fita de DNA e outra de RNA, possui uma conformação similar à do A-RNA, o que pôde ser comprovado a partir de experimentos realizados por Nancy Horton e Barry Finzel, onde foi observado, através de raio X, um complexo de 10 pb do oligonucleotídeo de DNA d(GGCGCCCGAA) com o oligonucleotídeo complementar de RNA r(UUCGGGCGCC), o qual possui 10,9 pb por volta, um passo de 31,3Å e pares de bases que estão, em média, inclinados 13,9° em relação ao eixo da hélice.
Mesmo apresentando essas características, essa dupla-hélice ainda apresenta atributos correspondentes às encontradas no B-DNA, visto que a largura de sua fenda menor, que possui 9,5 Å, encontra-se entre as do B-DNA e do A-DNA, que apresentam, respectivamente, 7,4 Å e 11 Å. Além disso, alguns dos anéis da desoxirribose da fita de DNA possuem conformações características a do B-DNA), enquanto outros têm conformações características de A-RNA.
Esse tipo de estrutura possui importância biológica, visto que segmentos curtos de hélices híbridas de RNA · DNA podem acontecer em dois momentos distintos: tanto na transcrição de RNA a partir de moldes de DNA como também durante o início da replicação do DNA por trechos curto de RNA. O componente de RNA dessa hélice é um substrato para a RNase H, cuja função é hidrolisar especificamente as fitas de RNA encontradas nas hélices híbridas RNA · DNA in vivo.